# Șivarovo, Burgas
Șivarovo (în bulgară Шиварово) este un sat în comuna Ruen, regiunea Burgas,  Bulgaria. 

## Demografie
Componența etnică a satului Șivarovo
     Bulgari (1,11%)
     Turci (98,51%)
     Nicio identificare (0,37%)
     Altele (0%)
La recensământul din 2011, populația satului Șivarovo era de 270 locuitori. Din punct de vedere etnic, majoritatea locuitorilor (98,51%) erau turci, cu o minoritate de bulgari (1,11%). Pentru 0,37% din locuitori nu este cunoscută apartenența etnică.